# 力恒化纤科技
力恒化纖科技有限公司，簡稱力恒化纖科技，以及力恒化纖（英語：Li Heng Chemical Fibre Technologies Limited，SGX：E9A），在2005年由陳建龍創立一家位於福建長樂市錦綸企業，總部位於中国福建省长乐市滨海工业区。
主要生產差别化锦纶6聚合切片、长丝、高弹丝等产品，品牌為「力恒」及「力源」，主要地區包括江蘇、浙江、廣東等地區，股份在2008年3月12日於新加坡交易所主板上市，发行股本為4亿股，发行价為0.8新元，融资金额為3.2亿新元。

## 連結
- LiHengChem.com（页面存档备份，存于）